# Botnia-Atlanticaprogrammet
Botnia-Atlanticaprogrammet är ett av EU:s Interreg-program, och finansierar gränsöverskridande projektverksamhet i de regioner som projektet omfattar. Dessa är de tre finska landskapen Mellersta Österbotten, Österbotten och Södra Österbotten, Västerbottens och Västernorrlands län samt Nordanstigs kommun i Gävleborgs län i Sverige, samt Nordland fylke i Norge. 
Programmet ger stöd till projekt som handlar om innovation, näringsliv, miljö eller transport. Stödmottagare kan till exempel vara universitet, högskolor, forskningsinstitutioner, näringslivets organisationer, offentliga verksamheter, offentliga myndigheter, organisationer för naturskydd, myndigheter och offentliga aktörer.
Den tidigare programperioden (Interreg IV) varade 2007–2013, och är nu ersatt av ett program för perioden 2014-2020 (Interreg V).